# Ингам (окръг, Мичиган)
Окръг Ингам (на английски: Ingham County) е окръг в щата Мичиган, Съединени американски щати. Площта му е 1453 km², а населението - 279 320 души (2000). Административен център е град Мейсън.